# Virginópolis
Virginópolis là một đô thị thuộc bang Minas Gerais, Brasil. Đô thị này có diện tích 440,424 km², dân số năm 2007 là 10891 người, mật độ 22,5 người/km².